# 光州月桂洞古墳群
光州月桂洞古墳群（クァンジュ げっけいどうこふんぐん/ウォルゲドンゴブングン、光州月溪洞古墳群）は、大韓民国（韓国）光州広域市光山区月渓洞（月桂洞）にある古墳群。光州広域市記念物第20号に指定されている（指定名称は「월계동장고분（月溪洞長鼓墳）」）。
古墳群は長鼓墳（前方後円形墳）2基で構成される。朝鮮半島南部には長鼓墳10数基が分布し、日本に多く存在する前方後円墳との関連が指摘されるが、本古墳群はそのうちの2つになる。

## 概要
朝鮮半島南部、光州広域市市街地北部の丘陵先端部において、2基の前方後円形墳が隣接して築かれている。朝鮮半島南部の栄山江周辺には10数基の前方後円形墳が分布するが、ほとんどは他の前方後円形墳とは距離を置いて単独で存在する。そのような中、複数の前方後円形墳が並んで築造されたのはこの古墳群が唯一の例になる。これらは1993年と1995年の2度、全南大学校による発掘調査がなされている。
古墳2基はいずれも前方部を西方向に向けており、墳丘規模は1号墳の方がやや大きいが、墳丘外形・石室構造・築造時期に関しては非常に似通うものになる。1号墳・2号墳とも、外部施設に関しては外形（前方後円形）・盾形周濠や埴輪状土製品・木製品の存在から倭（日本）系要素が強いが、内部施設である玄室内の棺・副葬品に関しては百済系要素が強い。一帯に在地系古墳の系譜はなく、この月桂洞古墳群はこの地域で突如出現する古墳に位置づけられる。
1号墳・2号墳の古墳域は、1994年2月18日に合わせて光州広域市記念物第20号に指定された。出土品は国立光州博物館に展示されている。

## 一覧

### 1号墳
月桂洞1号墳（月溪洞1号墳）は、2号墳の南西約50メートルに位置する古墳。

#### 概要
墳形は前方後円形で、前方部を西北西方向に向ける。前方部には扇状の広がりが認められるが、後円部は大きく破壊を受けている。墳丘外表には葺石・段築・造出などの外部施設は認められていない。墳丘周囲には盾形の周濠（深さ約1.5メートル）が巡らされ、周濠内からは円筒埴輪状土製品・朝顔形埴輪状土製品に加え、多量の木製品（笠形木製品・石見型盾形木製品）が検出されている。特に土製品の製作には百済の陶質土器との関連が指摘される。
埋葬施設は両袖式横穴式石室で、後円部南寄りに構築されるが、盗掘に伴う大きな破壊を受けている。石室は羨道を南西側くびれ部方向とし、石室の構造には九州系横穴式石室の要素が指摘される。石室規模としては玄室が長さ4.5メートル・幅2.7-2.8メートル・高さ2.4メートル以上、羨道が長さ2.8メートル・幅1.4メートル・高さ1.6メートルを測る。石室は盗掘を受けているものの、床面から金製耳環・鉄鏃・土器片などの百済系文物が検出されている。特に銀装釘や環座金具が出土したことから、百済系装飾木棺の使用が推測される。また石室内の副葬品のうちには、日本列島から移入された須恵器（MT15型式の提瓶）がある。
築造時期は三国時代の6世紀前半頃と推定される。

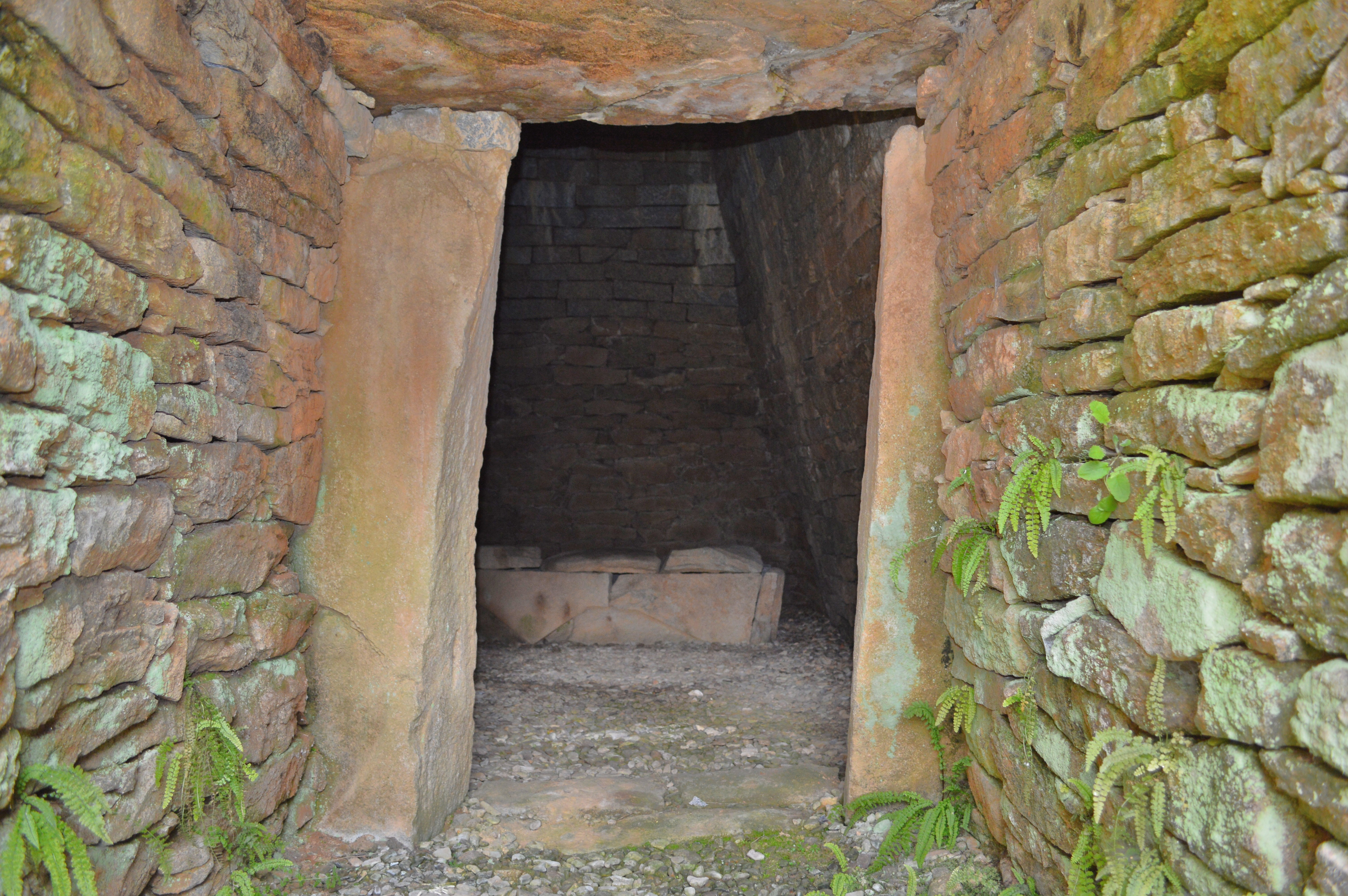
石室内部
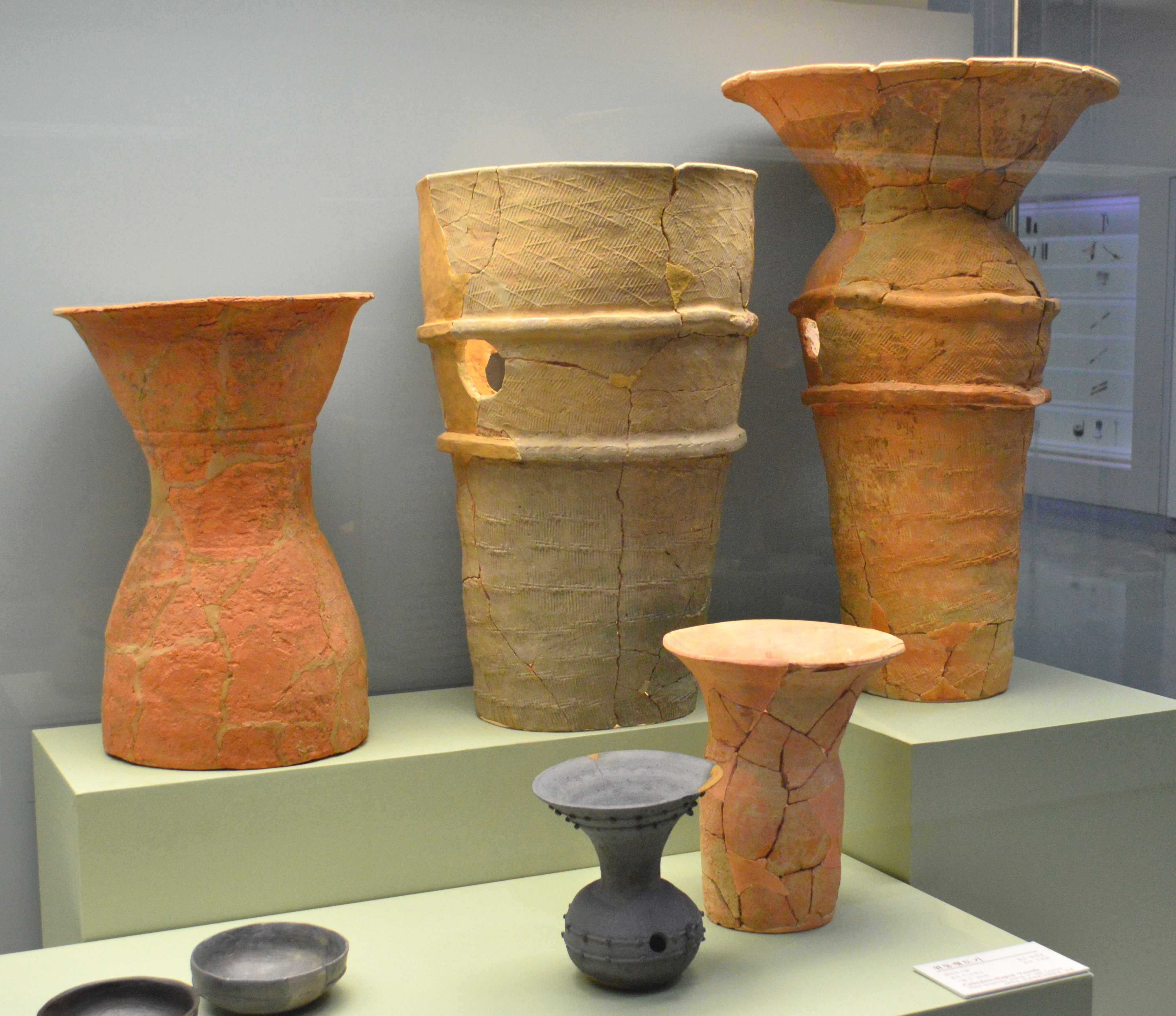
円筒形土製品 国立光州博物館展示。
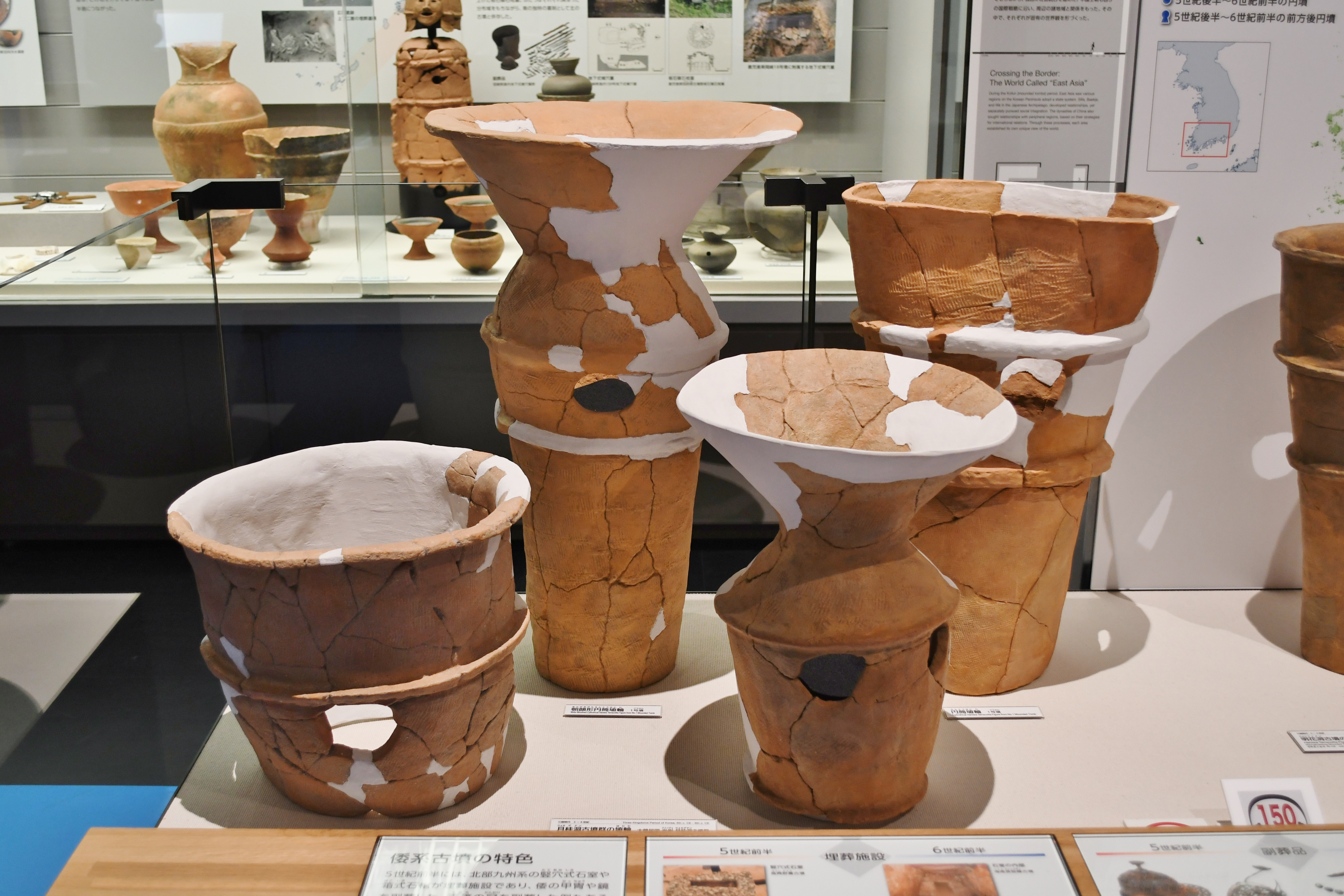
円筒形土製品（複製） 左上・右上・左下は1号墳出土、右下は2号墳出土。国立歴史民俗博物館展示。

#### 墳丘

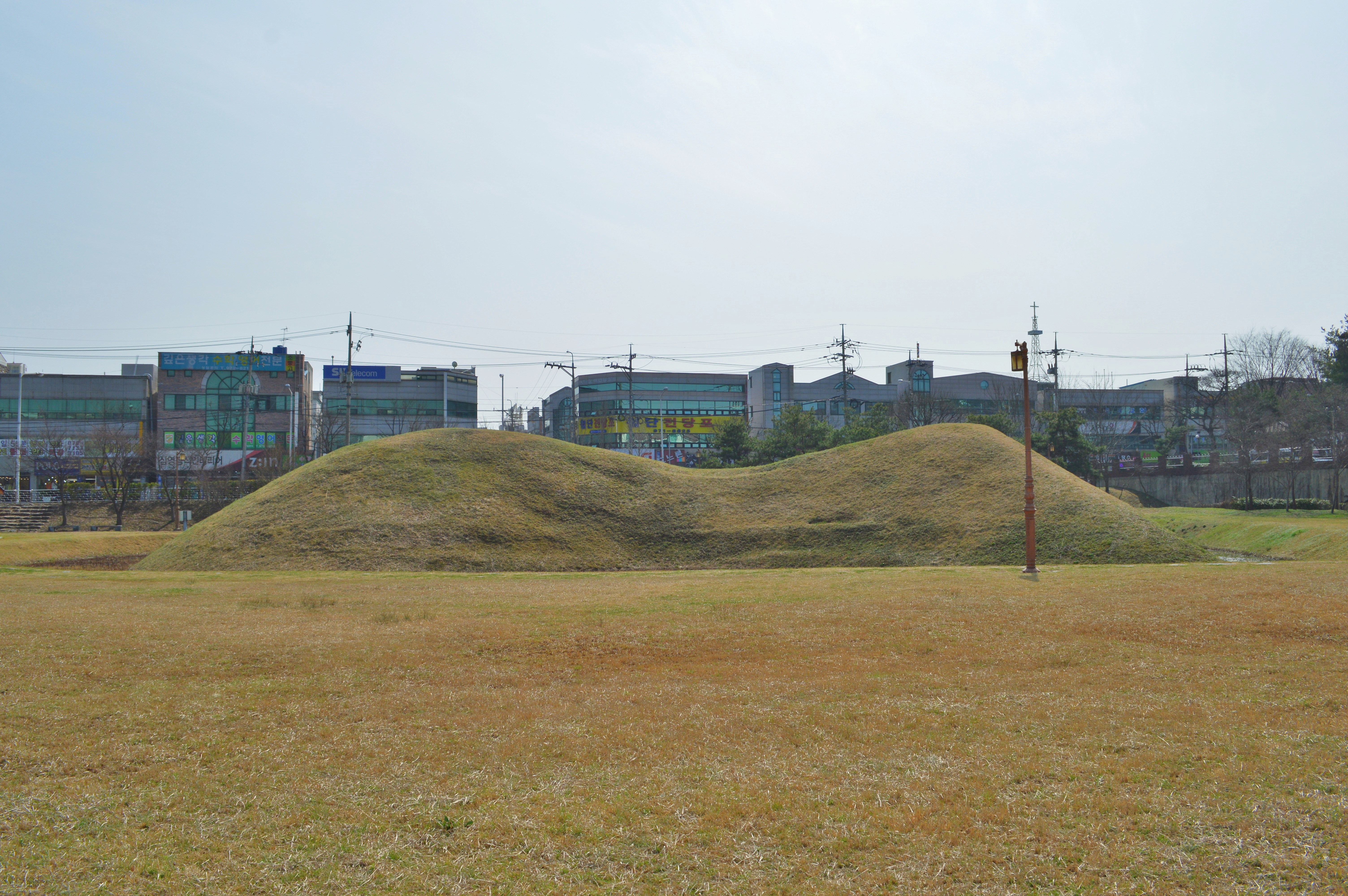
横から望む墳形（右が前方部）

1号墳の規模は次の通り（括弧内は発掘調査で判明した推定復元値）。
- 墳丘長：36.6メートル（推定復元45.3メートル）
- 後円部
  - 直径：16メートル（推定復元25.8メートル）
  - 高さ：4.8メートル（推定復元6.1メートル）
- くびれ部
  - 幅：10.45メートル（推定復元14.5メートル）
  - 高さ：3.3メートル（推定復元3.8メートル）
- 前方部
  - 幅：27メートル（推定復元31.4メートル）
  - 高さ4.9メートル（推定復元5.2メートル）

墳丘の外形に関しては、市ノ山古墳（大阪府藤井寺市）や桂川天神山古墳（福岡県嘉穂郡桂川町）との類似が指摘される。

### 2号墳
月桂洞2号墳（月溪洞2号墳）は、1号墳の北東約50メートルに位置する古墳。

#### 概要
墳形は前方後円形で、前方部を西方向に向ける。1号墳同様、前方部には扇状の広がりが認められるほか、墳丘外表に葺石・段築・造出などはなく、墳丘周囲には盾形の周濠（深さ約1メートル）が巡らされる。
埋葬施設は両袖式横穴式石室で、後円部北寄りに構築され、北西側くびれ部方向に開口する（現在は非開口）。石室は盗掘に遭い破壊を受けているが、1号墳同様に石室の構造には九州系横穴式石室の要素が指摘される。石室規模としては玄室が長さ3.8メートル・幅2.4-2.5メートル、羨道が長さ1.2メートル・幅1.5メートルを測る。石室床面からは鉄製刀子片・土器片・ガラス玉などの百済系文物が検出されている。また2号墳においても、百済系装飾木棺の使用が推測される。
築造時期は、1号墳同様に三国時代の6世紀前半頃と推定される。

#### 墳丘

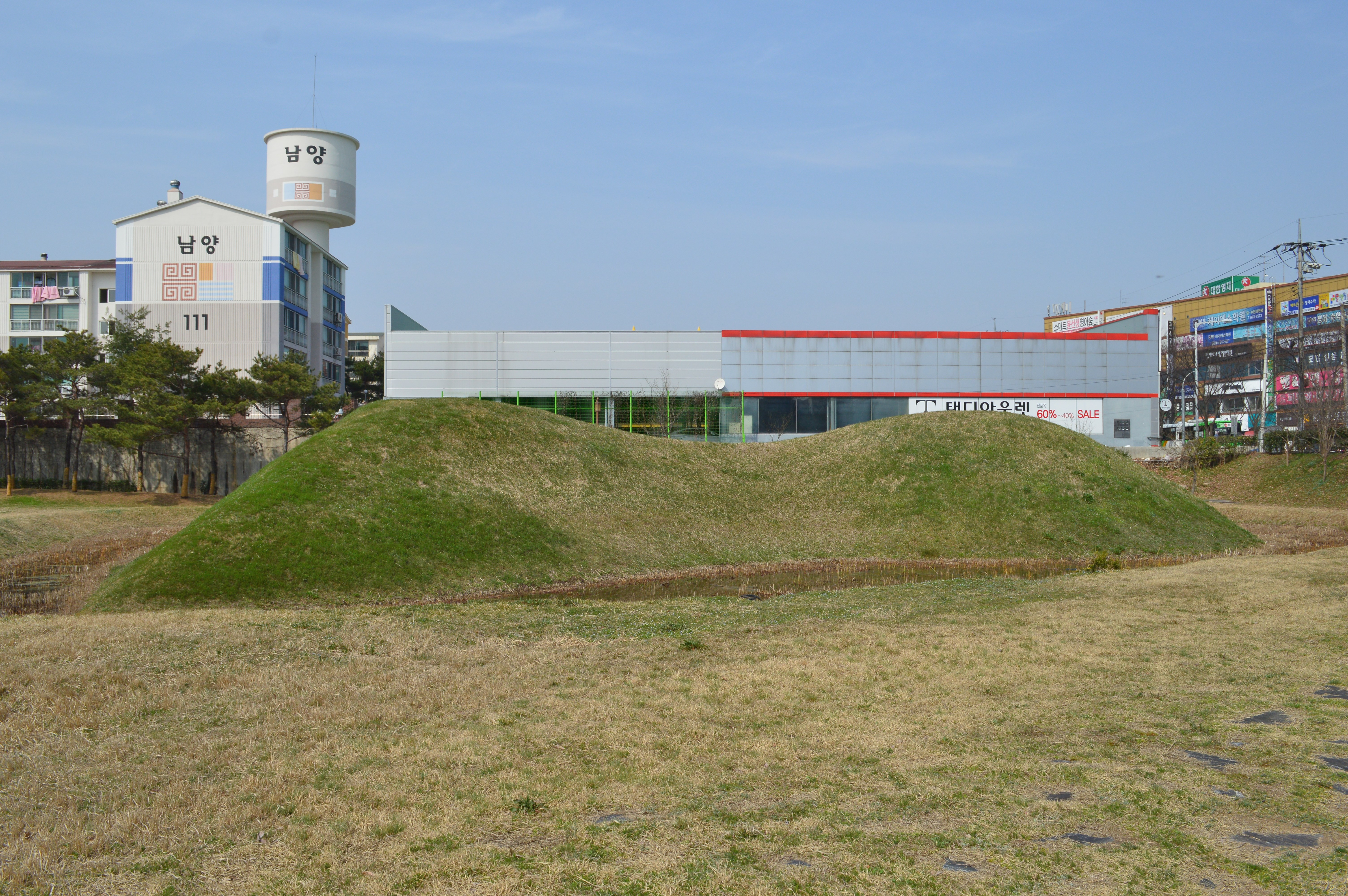
横から望む墳形（左が前方部）

2号墳の規模は次の通り（括弧内は発掘調査で判明した推定復元値）。
- 墳丘長：28メートル（推定復元34.5メートル）
- 後円部
  - 直径：13.9メートル（推定復元20.5メートル）
  - 高さ：2.9メートル（推定復元3.5メートル）
- くびれ部
  - 幅：7.9メートル（推定復元14.5メートル）
  - 高さ：0.7メートル（推定復元1.5メートル）
- 前方部
  - 幅：11.9メートル（推定復元22メートル）
  - 高さ2.0メートル（推定復元3メートル）

墳丘の外形に関しては、岡ミサンザイ古墳（大阪府藤井寺市）や上ん山古墳（福岡県北九州市）との類似が指摘される。

## 文化財

### 光州広域市記念物
- 월계동장고분（月溪洞長鼓墳） - 光州広域市記念物第20号。1994年2月18日指定[1]。

## 現地情報
所在地
- 光州広域市光山区月渓洞748-2番地（광주광역시 광산구 월계동 748-2번지）

交通アクセス
- バス：光州広域市の市内バスで「첨단2동주민센터（尖端2洞住民センター）」バス停下車 （下車後徒歩すぐ）
- バス：KTX停車の光州松汀駅からは市内バス33系統で約45分乗車「농산물품질관리원（農産物品質管理院）」バス停下車南西に徒歩10分